# J&T Express
J&T Express (ufficialmente PT Global Jet Express) è una società di logistica malese. Fondata nel 2015, l'azienda è generalmente impegnata nella logistica e nella consegna dei pacchi. J&T utilizza magazzini di smistamento automatico in Indonesia e Singapore. Ha ricevuto l'Indonesian Top Brand Award nel 2018 e nel 2019. A giugno 2017, il suo valore complessivo era di 543 milioni di dollari.

## Storia
J&T Express è stata fondata nel 2015 da Jet Lee e Tony Chen (rispettivamente ex e attuale CEO di Oppo); dalle loro iniziali, l'azienda ha preso il nome di J&T. Dopo gli inizi in Indonesia, si è espansa in Malesia (dove ha sede) e Vietnam nel 2017, Filippine e Tailandia nel 2018, Singapore e Cambogia nel 2019 e Cina nel 2020. La sua espansione verso Singapore, Cambogia e Cina è ancora in fase di revisione. L'espansione futura rimane sconosciuta poiché le ricerche di mercato sono in corso. J&T Express ha registrato un rapido aumento degli affari in Indonesia negli ultimi anni ed è diventata la quarta compagnia di logistica indonesiana.
Nel 2020, durante la pandemia di COVID-19 in Indonesia, ha registrato un aumento del 50% nelle consegne rispetto all'anno precedente, arrivando a gestire fino a 3 milioni di pacchi ogni giorno.
J&T Express ha fornito pacchetti di aiuti alle città gravemente colpite dall'epidemia, come Surabaya e Tangerang.

## Controversie
Dopo che nel 2020 è diventato virale un video di impiegati che lanciavano pacchi, J&T Express Philippines ha dichiarato che avrebbe sanzionato il personale coinvolto nella cattiva gestione. Un video simile era circolato anche nel 2019.
Media Konsumen, una piattaforma indonesiana per i reclami dei consumatori, ha ricevuto varie lettere di reclami relativi a uno smistamento errato e alla mancanza di trasparenza e responsabilità nel monitoraggio delle consegne. Ha anche ricevuto recensioni per lo più negative, che affermano ritardi e cattiva gestione dei pacchetti.
Il 4 febbraio 2021 sono apparsi video di proteste e rivolte nel magazzino di J&T Express Malaysia. Una clip mostrava i lavoratori che lanciavano pacchi mentre protestavano in un magazzino, mentre un'altra presumibilmente in un magazzino di Perak mostrava montagne di pacchi non consegnati e camion per le consegne ancora pieni. Il problema è derivato da un cambiamento nel sistema di commissioni, che avrebbe ridotto drasticamente gli stipendi dei corrieri.